# Tinje (Népal)
Tinje (en népalais : तिन्जे) est un village du Népal situé dans la municipalité rurale de Dolpo Bouddha, district de Dolpa. Au recensement de 2011, il comptait 1 203 habitants. Jusqu'en 2017, c'était un comité de développement villageois.